# Mesosemia isis
Mesosemia isis är en fjärilsart som beskrevs av Hans Ferdinand Emil Julius Stichel 1915. Mesosemia isis ingår i släktet Mesosemia och familjen Riodinidae. Inga underarter finns listade i Catalogue of Life.